# Stráž nad Nežárkou
Stráž nad Nežárkou – miasto w Czechach, w kraju południowoczeskim. 
Według danych z 1 stycznia 2024, liczba mieszkańców miasta wynosi 873 osób (1764. miejsce w kraju wśród miejscowości; 585. miejsce wśród miast).

## Demografia
| Rok             | 2008 | 2016 | 2024 |
| --------------- | ---- | ---- | ---- |
| Liczba ludności | 840  | 868  | 873  |